# Nevi'im
Nevi'im, cunoscute în tradiția iudaică și ca profeții anteriori și profeții posteriori, respectiv, grupul de cărți numite în tradiția creștină "cărți istorice" formează în iudaism "profeții anteriori", în sensul că prin aceste figuri ale istoriei lui Israel (care este totodată și istoria mântuirii), Dumnezeu s-a revelat și a revelat planul său de mântuire (a poporului ales și a întregului neam omenesc); celălalt grup de cărți intitulat "profeții posteriori", în tradiția creștină sunt împărțite în: "profeții majori" și "profeții minori": această împărțire nu vizează conținutul, ci extinderea scrierilor profetice.

## Numele cărților
Aceste cărți ce formează secțiunea Neviim נביאים:
A
1. Cartea Lui Iosua Navi (Iosua)יהושע
2. Cartea Judecătorilor (Judecătorii) שופטים
3. Cartea Întâi A Regilor (Cartea întâi a lui Samuel) שמואל א
4. Cartea A Doua A Regilor (Cartea a doua a lui Samuel) שמואל ב
5. Cartea A Treia A Regilor (Cartea întâi a Regilor) מלכים א
6. Cartea A Patra A Regilor (Cartea a doua a Regilor) מלכים ב

B.1.
1. Isaia ישעיהו
2. Ieremia ירמיהו
3. Iezechiel יחזקאל
4. Daniel דניאל (numai pentru creștini)

B.2.
1. Osea הושע
2. Ioil יואל
3. Amos עמוס
4. Avdie עובדיה
5. Iona יונה
6. Miheia מיכה
7. Naum נחום
8. Avacum חבקוק
9. Sofonie צפניה
10. Agheu חגי
11. Zaharia זכריה
12. Maleahi מלאכי